# Flabellina pricei
Flabellina pricei är en snäckart som först beskrevs av Frank Mace MacFarland 1966.  Flabellina pricei ingår i släktet Flabellina och familjen Flabellinidae. Inga underarter finns listade i Catalogue of Life.